# Sintayehu Masire
Sintayehu Masire Teshager (29 aprile 2001) è una marciatrice etiope.

## Biografia
Nel 2017 prende parte ai campionati mondiali under 18 di Nairobi, dove si classifica ventitreesima nella marcia 5000 metri. L'anno successivo è medaglia d'argento ai Giochi panafricani giovanili di Algeri, mentre ai Giochi olimpici giovanili di Buenos Aires si classifica nona, sempre sulla medesima distanza.
Ai campionati africani under 20 di Abidjan 2019 ottiene la medaglia di bronzo nella marcia 10000 metri, mentre nel 2024 dapprima conquista la medaglia d'argento ai Giochi panafricani di Accra nella marcia 20 km, poi riesce a mettersi al collo la medaglia d'oro sulla stessa distanza ai campionati africani di atletica leggera di Douala.

## Progressione

### Marcia10 000metri
| Stagione | Tempo      | Luogo       | Data       | Rank. Mond. |
| -------- | ---------- | ----------- | ---------- | ----------- |
| 2021     | 45'44"7(m) | Addis Abeba | 11-4-2021  |             |
| 2020     | 47'32"8(m) | Addis Abeba | 26-12-2020 |             |
| 2019     | 53'47"9(m) | Abidjan     | 19-4-2019  |             |
| 2018     | 53'10"25   | Assela      | 25-5-2018  |             |

### Marcia 20 km
| Stagione | Tempo    | Luogo  | Data      | Rank. Mond. |
| -------- | -------- | ------ | --------- | ----------- |
| 2024     | 1h37'46" | Douala | 25-6-2024 |             |

## Palmarès
| Anno | Manifestazione               | Sede         | Evento          | Risultato | Prestazione | Note |
| ---- | ---------------------------- | ------------ | --------------- | --------- | ----------- | ---- |
| 2017 | Campionati mondiali under 18 | Nairobi      | Marcia 5 000 m  | 23ª       | 26'47"42    |      |
| 2018 | Giochi panafricani giovanili | Algeri       | Marcia 5 000 m  | Argento   | 26'09"93    |      |
| 2018 | Giochi olimpici giovanili    | Buenos Aires | Marcia 5 000 m  | 9ª        | 25'21"85    |      |
| 2019 | Campionati africani under 20 | Abidjan      | Marcia 10 000 m | Bronzo    | 53'47"9(m)  |      |
| 2024 | Giochi panafricani           | Accra        | Marcia 20 km    | Argento   | 1h38'07"    |      |
| 2024 | Campionati africani          | Douala       | Marcia 20 km    | Oro       | 1h37'46"    |      |

## Campionati nazionali
2018
- Argento ai campionati etiopi under 20, marcia 10 000 m - 53'10"25

2021
- Argento ai campionati etiopi assoluti, marcia 10 000 m - 45'44"7 (m)

## Altre competizioni internazionali
2022
- Non arrivata ai campionati mondiali a squadre di marcia ( Mascate), marcia 20 km

2024
- Squalificata ai campionati mondiali a squadre di marcia ( Antalya), marcia 20 km